# Konrad Guderski

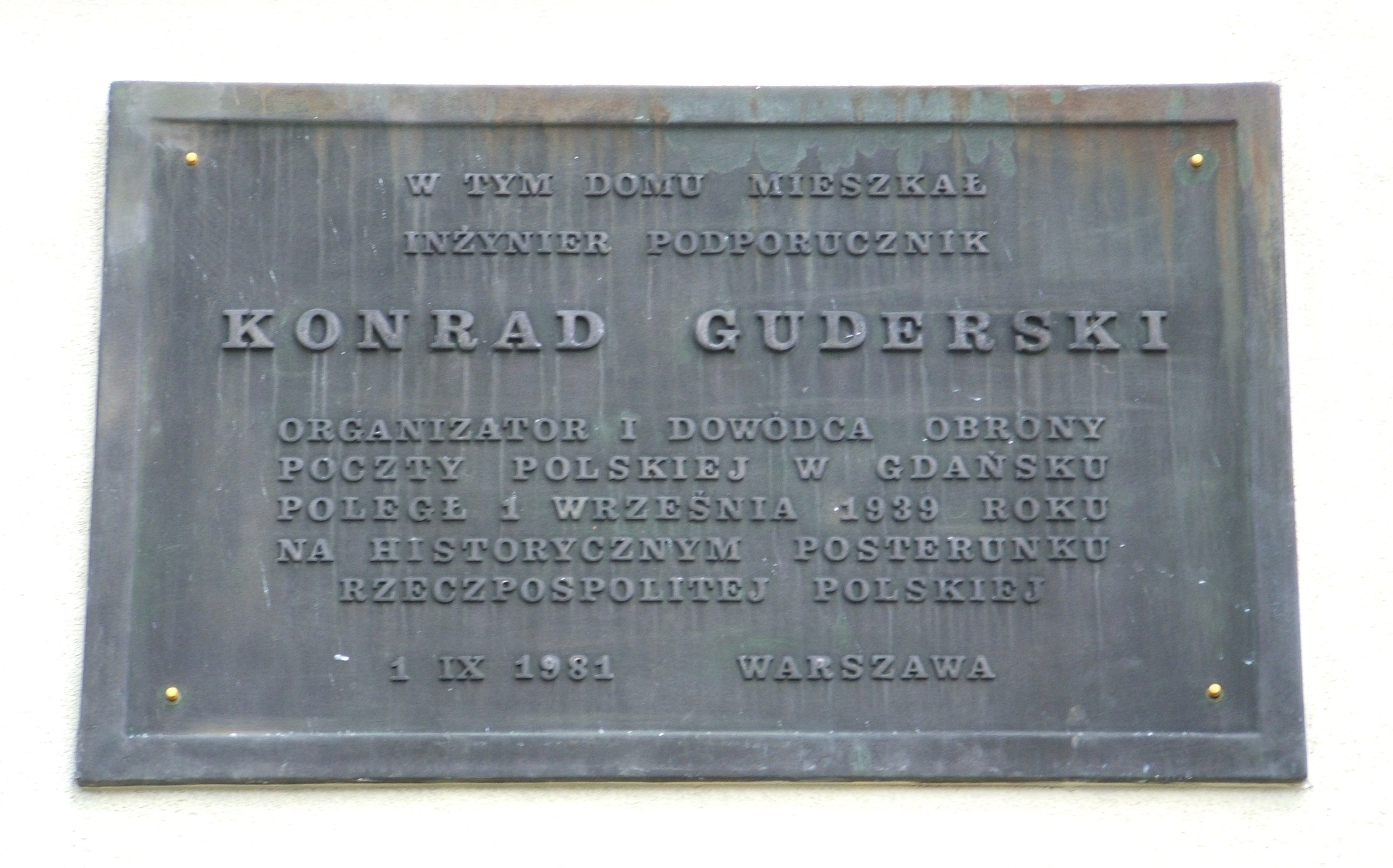
Placa memorial en casa de Konrad Guderski en Saska Kępa.

Konrad Guderski (nació en 19 de febrero de 1900 en Piotrków Trybunalski, murió en 1 de septiembre de 1939 en Ciudad libre de Dánzig) - ingeniero y soldado polaco. Fue el comandante de la defensa del correo polaco en Gdańsk durante la Invasión de Polonia en 1939. Su tumba está en el Cementerio de Zaspa (en Gdańsk).